# 2011 en Syrie
Cet article présente les faits marquants de l'année 2011 en Syrie.

## Évènements
- Mardi 15 mars 2011 : manifestation à Deraa. Début d'un mouvement de contestation qui débouchera sur la guerre civile syrienne.
- Vendredi 29 juillet 2011 : annonce de la formation de l'Armée syrienne libre, mouvement armé dirigé contre le régime de Bachar al-Assad.
- Jeudi 15 septembre 2011 : création du Conseil national syrien, coalition politique en exil qui vise à coordonner l'opposition syrienne à l'extérieur ; elle sera officialisée les 1er et 2 octobre 2011 à Istanbul (Turquie).